# Copelatus nigropennis
Copelatus nigropennis är en skalbaggsart som beskrevs av Zimmermann 1927. Copelatus nigropennis ingår i släktet Copelatus och familjen dykare. Inga underarter finns listade i Catalogue of Life.